# Saint-Félix-de-Lunel
 Saint-Félix-de-Lunel  là một xã ở tỉnh Aveyron, thuộc vùng Occitanie ở miền nam nước Pháp.